# Los Filabres - Tabernas
Los Filabres - Tabernas è una comarca della provincia di Almería, nel sudest della Spagna. Secondo il censimento del 2011 ha una popolazione di 14.609 abitanti.

## Comuni
- Abla
- Abrucena
- Alcudia de Monteagud
- Benitagla
- Benizalón
- Castro de Filabres
- Fiñana
- Gérgal
- Lucainena de las Torres
- Las Tres Villas
- Nacimiento
- Olula de Castro
- Senés
- Tabernas
- Tahal
- Turrillas
- Uleila del Campo
- Velefique